# 河曲駅
河曲駅（かわのえき）は、三重県鈴鹿市木田町にある、東海旅客鉄道（JR東海）関西本線の駅である。駅番号はCJ14。
運行形態の詳細は「関西線 (名古屋地区)」を参照。

## 歴史
当駅は木田信号場として開設されたが、鈴鹿市の発展のため同市や市民の要望で「乗り降りできる駅にしてほしい」と国鉄と交渉し、鈴鹿駅として開業する。しかし、駅前は鈴鹿川が流れる狭小地で周辺の発展ができず、また駅から市役所まで約45分も歩かなければならず、利用は低迷し、1972年（昭和47年）度には1日平均乗車人員が86人にまで減少した。そこで当時、建設中であった国鉄（現：伊勢鉄道）伊勢線で鈴鹿市の中心部である神戸地区に新駅（仮称：鈴鹿本町駅）が設置されることをきっかけに、新駅の名称を鈴鹿駅とし、当駅を旧地名である河曲村から取って河曲駅に改称することとなった。

### 年表
- 1928年（昭和3年）7月1日：鉄道省関西本線の河原田 - 加佐登間に木田信号場（きだしんごうじょう）として開設[4]。
- 1949年（昭和24年）3月1日：鈴鹿駅（すずかえき）に昇格[1]。旅客・荷物の取扱いを開始[1]。
- 1970年（昭和45年）10月1日：荷物扱いを廃止し[5]、無人駅となる[6]。
- 1973年（昭和48年）7月10日：同年9月1日の伊勢線鈴鹿駅開業に伴い、河曲駅に改称[4][3]。
- 1986年（昭和61年）
  - 2月末頃：駅舎を解体。
  - 3月20日：貨物列車の車掌車両（ヨ5000形）を改造した待合所を設置[7]。
- 1987年（昭和62年）4月1日：国鉄分割民営化に伴い、東海旅客鉄道（JR東海）の駅となる[4]。
- 2019年（平成31年）3月2日：ICカード「TOICA」の利用が可能となる[8]。

## 駅構造
相対式ホーム2面2線を有する地上駅。ホーム間は構内踏切で繋がっている。亀山駅管理の無人駅であり、かつては貨車を改造した待合所が下りホームの手前（構内踏切付近）にあったが、2008年（平成20年）頃に撤去された。

### のりば
| 番線 | 路線        | 方向 | 行先               |
| ---- | ----------- | ---- | ------------------ |
| 1    | CJ 関西本線 | 下り | 亀山方面           |
| 2    | CJ 関西本線 | 上り | 四日市・名古屋方面 |

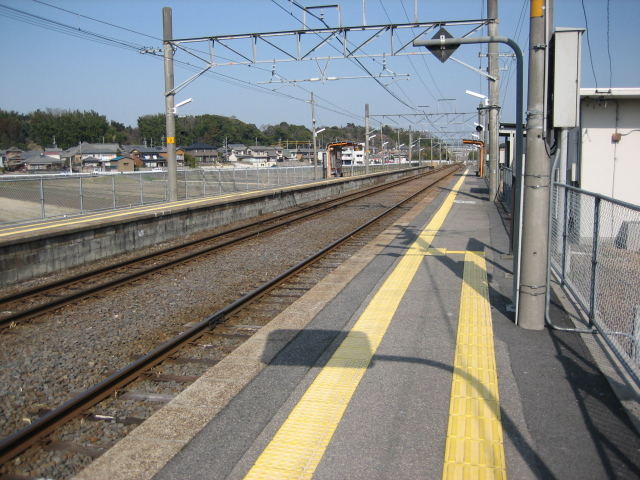
ホーム（2008年3月）
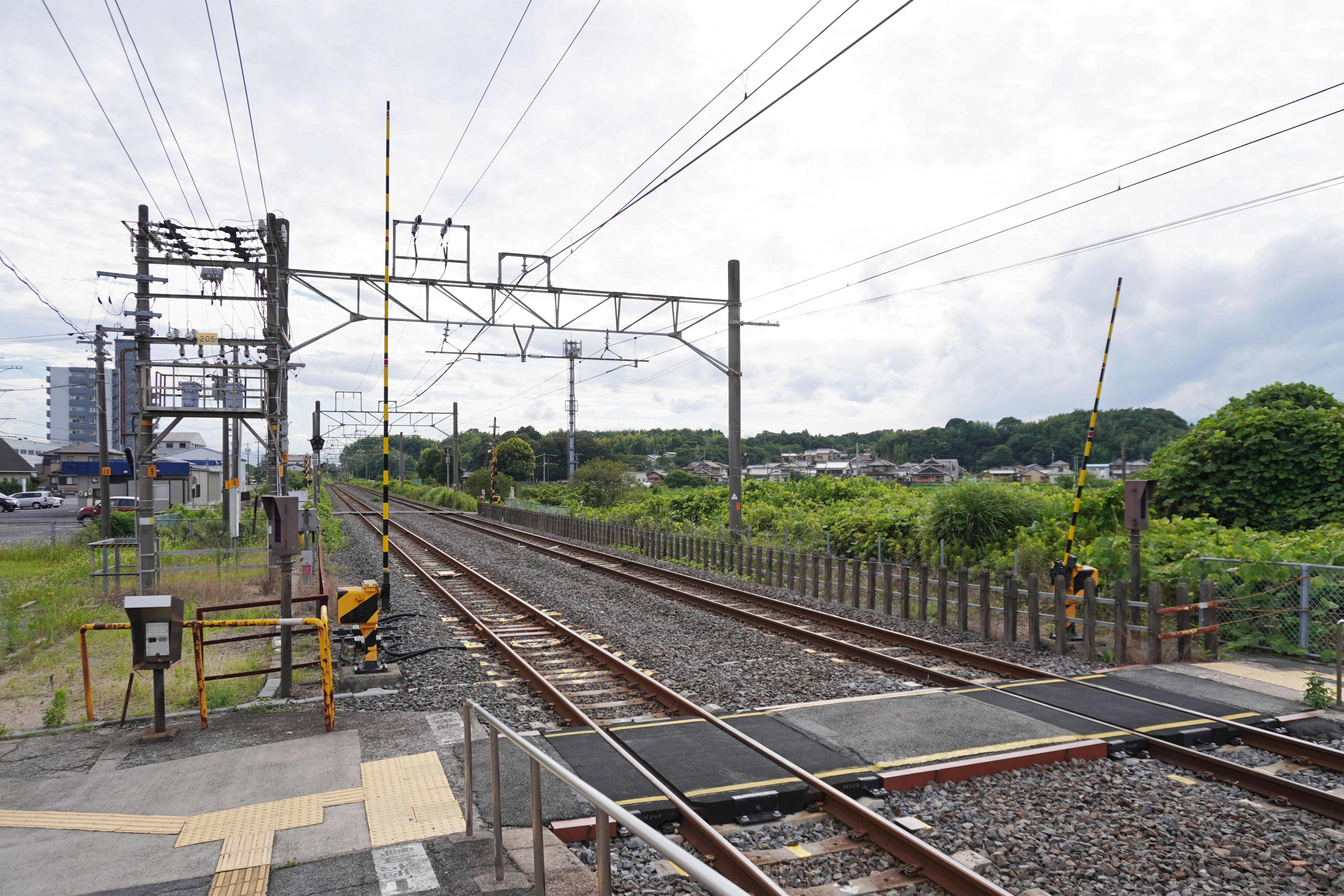
構内踏切（2023年7月）

## 利用状況
「三重県統計書」によると、近年の1日平均乗車人員は以下の通り。
| 年度   | 1日平均 乗車人員 |
| ------ | ---------------- |
| 1998年 | 235              |
| 1999年 | 243              |
| 2000年 | 236              |
| 2001年 | 249              |
| 2002年 | 251              |
| 2003年 | 250              |
| 2004年 | 246              |
| 2005年 | 225              |
| 2006年 | 214              |
| 2007年 | 220              |
| 2008年 | 225              |
| 2009年 | 234              |
| 2010年 | 246              |
| 2011年 | 239              |
| 2012年 | 247              |
| 2013年 | 264              |
| 2014年 | 275              |
| 2015年 | 295              |
| 2016年 | 323              |
| 2017年 | 333              |
| 2018年 | 303              |
| 2019年 | 322              |

## 駅周辺
当駅南側には鈴鹿川、北側には浪瀬川が流れている。
- 川原田公園
- 山辺公園
- 鈴鹿市立神戸中学校
- 鈴鹿市立河曲小学校
- C-BUS（鈴鹿市コミュニティバス）「JR河曲駅」停留所 - 庄内・神戸線

## 隣の駅
東海旅客鉄道（JR東海）
CJ 関西本線
■快速・■区間快速・■普通
河原田駅 (CJ13) - 河曲駅 (CJ14) - 加佐登駅 (CJ15)